# Denisov

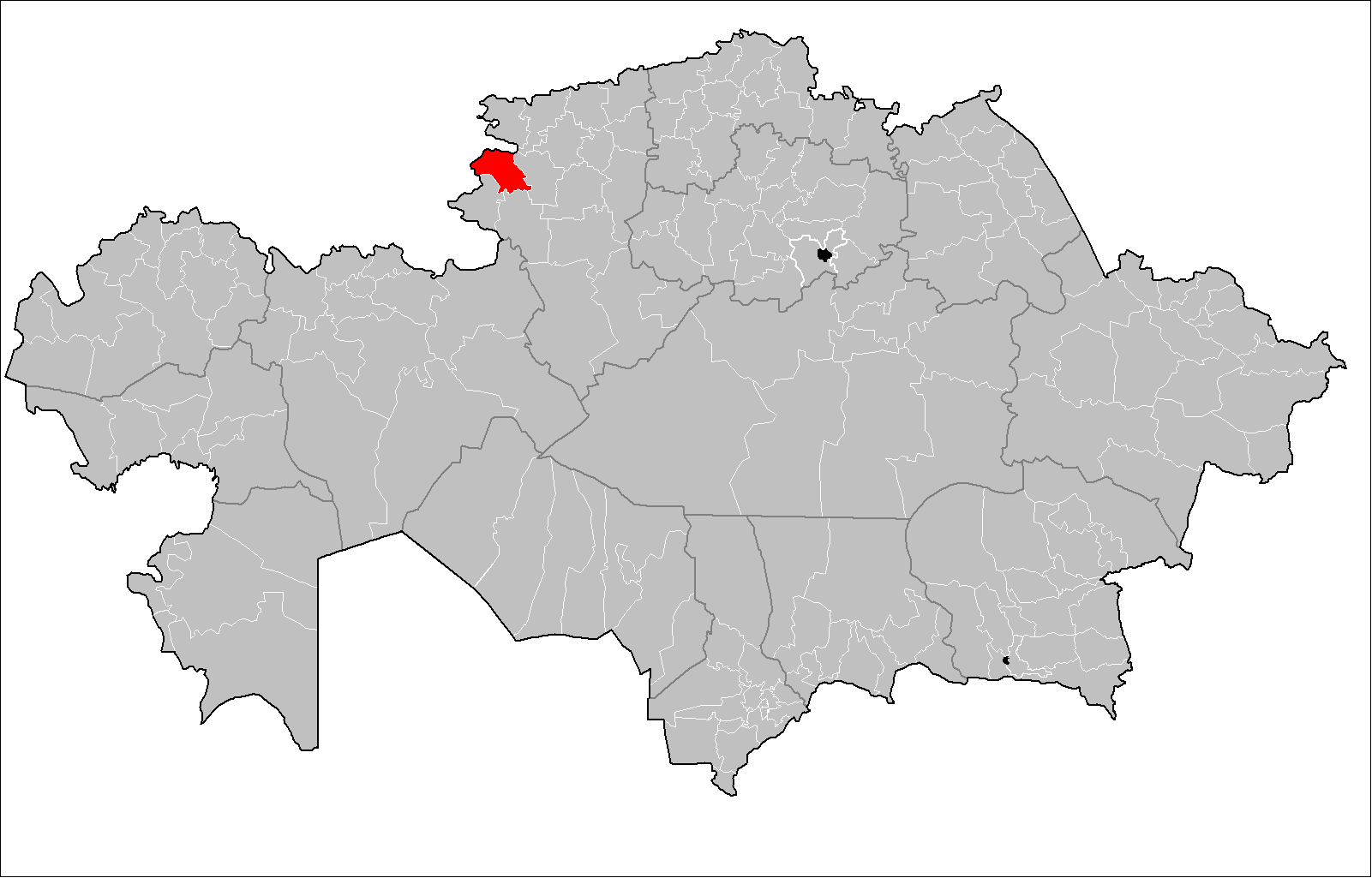
Ubicación del distrito en mapa nacional

Denísov (en kazajo Денисов ауданы) es uno de los 16 distritos en los que se divide la provincia de Kostanái, Kazajistán.

## Población
Según el censo de 1999, tenía 29.333 habitantes. Para el censo de 2009 se había registrado un importante descenso de la población y se contabilizaron 21 912 habitantes.